# Syncarida
Syncarida är en liten grupp bland storkräftorna (Malacostraca). De är ålderdomliga och primitivt byggda kräftdjur, som säkert spelat en större roll under tidigare geologiska perioder. De var kända som fossil innan levande arter upptäcktes.
Syncariderna kännetecknas bland annat av att ryggsköld (carapax) saknas.

## Systematik och undergrupper
Inom underklassen Eumalacostraca är Syncarida systergrupp till Eucarida (med lysräkor och tiofotade kräftdjur) och Peracarida (med märlkräftor, gråsuggor, pungräkor m.fl.). Syncarida innehåller två nu levande ordningar, Anaspidacea och Bathynellacea. Dessutom finns fossila grupper. Syncarida innehåller 59 släkten i 6 familjer.
Anaspidacea är långsmala, någon cm långa, ytligt sett något räkliknande djur, som endast förekommer i sötvatten på södra halvklotet. De flesta finns i Tasmanien (flera släkten), ett fåtal arter dock även i Australien, Sydamerika och Nya Zeeland. Den största arten, Paranaspides lacustris, blir 5 cm. De lever på botten i vegetationsbältet i sjöar, men även i grottor och andra underjordiska vatten. De livnär sig dels som filtrerare, dels genom att plocka upp näringspartiklar med benen. Flera arter har drabbats av sänkningar och föroreningar av sjöar och är rödlistade. Gruppen är väl känd som fossil från andra delar av världen, inkl. Europa, så den nuvarande förekomsten får anses som reliktartad. Den första nu levande arten upptäcktes i en vattensamling på 1200 m höjd på Mount Wellington, Tasmanien, 1892. Anaspidacea kallas på engelska "mountain shrimps". Gruppen har 11 släkten i 4 familjer.
Bathynellacea är mycket små kräftdjur som lever i lucksystemet i sand- och grusbottnar. Så gott som alla lever i sötvatten, någon enstaka i bräckvatten. En art lever i varma källor i Afrika. De är omkring 2 mm långa (upp till 3,4 mm), blinda, långsmala, masklika med korta ben. Den första upptäcktes i en brunn i Prag 1882. När man förstått djurens levnadssätt har man hittat åtskilliga arter på alla kontinenter utom Antarktis. De finns i Syd- och Mellaneuropa, men uppges saknas i områden som varit täckta av senaste inlandsisen. Bathynellacea kallas på tyska "Brunnenkrebs". Gruppen innehåller 2 familjer.